# Hiroshima (zatoka)
Zatoka Hiroshima (jap. 広島湾 Hiroshima-wan) – zatoka w południowej części regionu Chūgoku w Japonii, stanowi część Morza Wewnętrznego. Powierzchnia około 1000 km². 

## Miasta
- Kure
- Saka
- Kaita
- Fuchū
- Hiroszima
- Hatsukaichi
- Ōtake
- Etajima
- Waki
- Iwakuni

## Ważniejsze rzeki
- Kyōbashi
- Motoyasu
- Ōta
- Oze
- Tenma

## Ważniejsze wyspy
- Kanawa
- Tōge
- Nino
- Eno
- Eta
- Ōnasabi (Ōnasamitō)
- Ogurokami
- Nomi
- Zachodnia Nomi
- Wschodnia Nomi
- Ōkurokami
- Kuraha
- Nasake
- Atata
- Inoko
- Itsuku
- Naga
- Okino
- Kabuto